# Condado de Schuyler (Illinois)
El condado de Schuyler es un condado estadounidense, situado en el estado de Illinois. Según el censo de los Estados Unidos del 2000, la población es de 7189 habitantes. La cabecera del condado es Rushville.

## Geografía
Según la Oficina del Censo de los Estados Unidos, el condado tiene un área total de 1143 km² (441 millas²). De éstas 1133 km² (437 mi²) son de tierra y 11 km² (4 mi²) son de agua.

### Colindancias
- Condado de McDonough - norte
- Condado de Fulton - noreste
- Condado de Mason - este
- Condado de Cass - sureste
- Condado de Brown - sur
- Condado de Adams - suroeste
- Condado de Hancock - noroeste

## Historia
El Condado de Schuyler se separó de los condados de Pike y Fulton en 1825, su nombre es en honor de Philip Schuyler, miembro del Congreso Continental y senador por Nueva York. 

## Demografía
Según el censo del año 2000, hay 7189 personas, 2975 cabezas de familia, y 2070 familias que residen en el condado. La densidad de población es de (6/km²). hab/km² 16 hab/mi²). La composición racial tiene:
- 98.80% Blancos (No hispanos)
- 0.54% Hispanos (Todos los tipos)
- 0.22% Negros o Negros Americanos (No hispanos)
- 0.21% Otras razas (No hispanos)
- 0.11% Asiáticos (No hispanos)
- 0.49% Mestizos (No hispanos)
- 0.15% Nativos Americanos (No hispanos)
- 0.01% Isleños (No hispanos)

Hay 2975 cabezas de familia, de los cuales el 29 % tienen menores de 18 años viviendo con ellos, el 59.70 % son parejas casadas viviendo juntas, el 7.10 % son mujeres que forman una familia monoparental (sin cónyuge), y 30.40% no son familias. El tamaño promedio de una familia es de 2.38 miembros.
En el condado el 23% de la población tiene menos de 18 años, el 7.10% tiene de 18 a 24 años, el 26.30% tiene de 25 a 44, el 24.20% de 45 a 64, y el 19.30% son mayores de 65 años. La edad media es de 41 años. Por cada 100 mujeres hay 98.4 hombres. Por cada 100 mujeres mayores de 18 años hay 95.6 hombres.

Tabla de la evolución demográfica:
|       | 1900   | 1910   | 1920   | 1930   | 1940   | 1950 | 1960 | 1970 | 1980 | 1990 | 2000 |
| ----- | ------ | ------ | ------ | ------ | ------ | ---- | ---- | ---- | ---- | ---- | ---- |
| TOTAL | 16 129 | 14 852 | 13 285 | 11 676 | 11 430 | 9613 | 8746 | 8135 | 8365 | 7498 | 7189 |

## Economía
Los ingresos medios de un cabeza de familia el condado es de $35 233, y el ingreso medio familiar es $41 489.00 Los hombres tienen unos ingresos medios de $29 253 frente a $21 235 de las mujeres. El ingreso per cápita del condado es de $17 158.00 El 10.10% de la población y el 6.80% de las familias están debajo de la línea de pobreza. Del total de gente en esta situación, 11.70% tienen menos de 18 y el 13.40% tienen 65 años o más.

## Ciudades y pueblos
| - Browning - Camden - Littleton - Rushville |

### Lugares designados por el censo
- Bader
- Bluff City
- Doddsville
- Layton
- Ray
- Sheldons Grove

## Sitios de interés
| - El Puente de la Estrella - Lago Briney - Lago Camp Immanuel - Lago Croxton - Lago Schuy-Rush | - Parque Schuy-Rush - Parque Scripps - Parque Estatal Weinborg-King - Scab Hollow - Isla Coal Creek | - Isla Elm - Iglesia Luterana de San Juan - Iglesia Luterana de Santa Rosa - Iglesia Metodista - Iglesia curry |